# 충남삼성고등학교
충남삼성고등학교(忠南三星高等學校)는 대한민국 충청남도 아산시 탕정면 명암리에 위치한 자율형 사립 고등학교이다. 

## 학교 연혁
- 2012년 9월 28일 : 법인 / 학교설립 승인 및 자율형사립고 지정
- 2012년 12월 7일 : 학교 건축 기공식
- 2013년 8월 27일 : 학교 설립 인가(교육청)
- 2013년 11월 14일 : 제1기 신입생 선발 완료
- 2014년 2월 18일 : 충남삼성고등학교 준공식
- 2014년 3월 1일 : 개교식 및 제1기 입학식(335명) 초대 박하식 교장 취임
- 2017년 2월 9일 : 제1기 졸업식(319명)
- 2017년 7월 2일 : 12학급 인가
- 2020년 8월 21일 : 국제 바칼로레아(IB) 인증교 최종 승인
- 2022년 3월 1일 : 제2대 공순택 교장 취임
- 2024년 2월 7일 : 제8회 졸업식(340명, 총 2,671명)
- 2024년 3월 4일 : 제11회 입학식(376명)

## 참고 자료
- 충남삼성고등학교 - 한국교육학술정보원 학교알리미